# 17 km (obwód wołogodzki)
17 km (ros. 17 км) – osiedle w Rosji, w rejonie charowskim obwodu wołogodzkiego. W 2021 r. było niezamieszkane.